# Coupe UEFA 1994-1995
Navigation
Édition précédente Édition suivante
La Coupe UEFA 1994-1995 est la vingt-quatrième édition de la Coupe de l'UEFA, qui oppose les meilleurs clubs européens qualifiés grâce aux résultats de leur championnat national. Cette édition voit les Italiens de Parme Calcio 1913 s'imposer en finale contre une autre équipe italienne, la Juventus Turin, pour ce qui est déjà la troisième finale entre clubs transalpins en six ans. C'est la troisième finale européenne consécutive pour Parme (déjà vainqueur de la Coupes des Coupes 1993 puis finaliste de cette compétition l'année suivante) et la huitième finale disputée par la Juventus, triple vainqueur de la Coupe UEFA mais qui connaît là sa première défaite en finale.
Ulf Kirsten, l'attaquant du Bayer 04 Leverkusen, remporte le titre honorifique de meilleur buteur de la compétition avec un total de dix buts.
Deux facteurs vont entraîner un changement dans le format de la Coupe UEFA avec la mise en place d'un tour préliminaire :
- Tout d'abord, à la suite des bouleversements géopolitiques survenus en Europe de l'Est ces dernières années, de nouvelles fédérations nationales ont vu le jour et ont été intégrées à l'UEFA. Il s'agit de l'Azerbaïdjan, de la Macédoine et de l'Arménie. Il y a également pour la première fois une équipe biélorusse et une équipe israélienne engagées dans la compétition.
- Ensuite, le format de la Ligue des champions évolue et se resserre puisqu'il n'y a plus désormais que les champions des 24 meilleures fédérations qui peuvent s'y inscrire. Toutes les fédérations non qualifiées doivent donc inscrire le vainqueur de leur championnat en Coupe de l'UEFA, ce qui augmente le nombre d'équipes engagées et entraîne l'apparition d'équipes des îles Féroé, de Biélorussie, du pays de Galles, d'Estonie, de Lettonie, de Lituanie, de Géorgie et de Moldavie.

Il y a donc pour la première fois un tour préliminaire regroupant 54 équipes. Les 27 qualifiés rejoignent 37 clubs automatiquement qualifiés pour les trente-deuxièmes de finale.
En plus de ces modifications qui augmentent le nombre d'engagés, suivant le classement UEFA, l'Espagne et l'Écosse perdent un club, au détriment de la France et de l'Angleterre, qui en gagnent un. L'Italie gagne le droit d'aligner cinq équipes : les quatre équipes qualifiées par le biais du championnat plus l'Inter Milan, tenant du titre, mais qui n'a pas fait mieux qu'une 13e place en Série A, mais qui peut concourir en sa qualité de tenant du titre. Les Interistes sont éliminés dès leur entrée en lice par la formation anglaise d'Aston Villa, à l'issue de la séance des tirs au but.

## Participants
| Tour préliminaire | Tour préliminaire |
| --- | ----------------- |
| - Aris Salonique - 4e du championnat de Grèce 1993-1994 - Fenerbahçe SK - Vice-champion de Turquie 1993-1994 - Aberdeen FC - Vice-champion d'Écosse 1993-1994 - Motherwell FC - 3e du championnat d'Écosse 1993-1994 - FC Aarau - 4e du championnat de Suisse 1993-1994 - FC Copenhague - Vice-champion du Danemark 1993-1994 - Odense Boldklub - 4e du championnat du Danemark 1993-1994 - FC Universitatea Craiova - Vice-champion de Roumanie 1993-1994 - Rapid Bucarest - 4e du championnat de Roumanie 1993-1994 - AIK Fotboll - 3e du championnat de Suède 1993 - Trelleborgs FF - 4e du championnat de Suède 1993 - GKS Katowice - Vice-champion de Pologne 1993-1994 - Górnik Zabrze - 3e du championnat de Pologne 1993-1994 - Kispesti Honvéd - Vice-champion de Hongrie 1993-1994 - Békéscsabai Elõre FC - 3e du championnat de Hongrie 1993-1994 - Chakhtar Donetsk - Vice-champion d'Ukraine 1993-1994 - CS Grevenmacher - Vice-champion du Luxembourg 1993-1994 - SK Slavia Prague - Vice-champion de Tchéquie 1993-1994 - Hapoël Beer-Sheva - 3e du championnat d'Israël 1993-1994 - PFK Levski Sofia - Champion de Bulgarie 1993-1994 - PFK CSKA Sofia - Vice-champion de Bulgarie 1993-1994 - FC Volov Shumen - 4e du championnat de Bulgarie 1993-1994 - Rosenborg BK - Champion de Norvège 1993 - Lillestrøm SK - 3e du championnat de Norvège 1993 - ÍA Akranes - Champion d'Islande 1993 - FH Hafnarfjörður - Vice-champion d'Islande 1993 - FC Jazz Pori - Champion de Finlande 1993 - Myllykosken Pallo-47 - Vice-champion de Finlande 1993 - Apollon Limassol - Champion de Chypre 1993-1994 - Anórthosis Famagouste - Vice-champion de Chypre 1993-1994 - NK Olimpija Ljubljana - Champion de Slovénie 1993-1994 - NK Mura - Vice-champion de Slovénie 1993-1994 - Linfield FC - Champion d'Irlande du Nord 1993-1994 - Portadown FC - Vice-champion d'Irlande du Nord 1993-1994 - Shamrock Rovers - Champion d'Irlande 1993-1994 - Cork City FC - Vice-champion d'Irlande 1993-1994 - Hibernians FC - Champion de Malte 1993-1994 - Valletta FC - 3e du championnat de Malte 1993-1994 - ŠK Slovan Bratislava - Champion de Slovaquie 1993-1994 - FK Inter Bratislava - Vice-champion de Slovaquie 1993-1994 - GÍ Gøta - Champion des îles Féroé 1993 - HB Tórshavn - Vice-champion des îles Féroé 1993 - Bangor City - Champion du pays de Galles 1993-1994 - Inter Cardiff - Vice-champion du pays de Galles 1993-1994 - KF Teuta Durrës - Champion d'Albanie 1993-1994 - FC Zimbru Chișinău - Champion de Moldavie 1993-1994 - FC Flora Tallinn - Champion d'Estonie 1993-1994 - ROMAR Mažeikiai - Champion de Lituanie 1993-1994 - FK Vardar Skopje - Champion de Macédoine 1993-1994 - Ararat Erevan - Champion d'Arménie 1993-1994 - PFK Turan Tovuz - Champion d'Azerbaïdjan 1993-1994 - SK Dinamo Tbilissi - Champion de Géorgie 1993-1994 - Skonto Riga - Champion de Lettonie 1993 - FK Dinamo Minsk - Champion de Biélorussie 1993-1994 |                   |
| Trente-deuxièmes de finale |                   |
| - FC Internazionale Milano - Tenant du titre et 13e du championnat d'Italie 1993-1994 - Juventus Turin - Vice-champion d'Italie 1993-1994 - SS Lazio - 4e du championnat d'Italie 1993-1994 - Parme Calcio 1913 - 5e du championnat d'Italie 1993-1994 - SSC Naples - 6e du championnat d'Italie 1993-1994 - Olympique de Marseille - Vice-champion de France 1993-1994 - Girondins de Bordeaux - 4e du championnat de France 1993-1994 - FC Nantes - 5e du championnat de France 1993-1994 - AS Cannes - 6e du championnat de France 1993-1994 - 1. FC Kaiserslautern - Vice-champion d'Allemagne 1993-1994 - Bayer 04 Leverkusen - 3e du championnat d'Allemagne 1993-1994 - Borussia Dortmund - 4e du championnat d'Allemagne 1993-1994 - Eintracht Francfort - 5e du championnat d'Allemagne 1993-1994 - RFC Sérésien - 3e du championnat de Belgique 1993-1994 - Royal Charleroi SC - 4e du championnat de Belgique 1993-1994 - Royal Antwerp - 5e du championnat de Belgique 1993-1994 - Deportivo La Corogne - Vice-champion d'Espagne 1993-1994 - Real Madrid - 4e du championnat d'Espagne 1993-1994 - Athletic Bilbao - 5e du championnat d'Espagne 1993-1994 - Sporting CP - 3e du championnat du Portugal 1993-1994 - Boavista FC - 4e du championnat du Portugal 1993-1994 - CS Marítimo - 5e du championnat du Portugal 1993-1994 - FK Rotor Volgograd - Vice-champion de Russie 1993 - FK Dynamo Moscou - 3e du championnat du Russie 1993 - FK Tekstilchtchik Kamychine - 4e du championnat du Russie 1993 - Blackburn Rovers - Vice-champion d'Angleterre 1993-1994 - Newcastle United - 3e du championnat d'Angleterre 1993-1994 - Aston Villa - Vainqueur de la Coupe de la Ligue anglaise de football 1994 - PSV Eindhoven - 3e du championnat des Pays-Bas 1993-1994 - FC Twente - 4e du championnat des Pays-Bas 1993-1994 - Vitesse Arnhem - 5e du championnat des Pays-Bas 1993-1994 - Admira Wacker Vienne - 3e du championnat d'Autriche 1993-1994 - FC Tirol Innsbruck - 4e du championnat d'Autriche 1993-1994 - Olympiakos Le Pirée - 3e du championnat de Grèce 1993-1994 - Trabzonspor - 3e du championnat de Turquie 1993-1994 - FC Sion - 3e du championnat de Suisse 1993-1994 - Dinamo Bucarest - 3e du championnat de Roumanie 1993-1994 |                   |

## Tour préliminaire
| Équipe 1              | Résultat | Équipe 2                 | Aller | Retour   |
| --------------------- | -------- | ------------------------ | ----- | -------- |
| Anórthosis Famagouste | 4 – 1    | FC Volov Shumen          | 2 – 0 | 2 – 1    |
| Aris Salonique        | 5 – 2    | Hapoël Beer-Sheva        | 3 – 1 | 2 – 1    |
| Bangor City           | 1 – 4    | ÍA Akranes               | 1 – 2 | 0 – 2    |
| Kispesti Honvéd       | 5 – 1    | FC Zimbru Chișinău       | 4 – 1 | 1 – 0    |
| CS Grevenmacher       | 1 – 8    | Rosenborg                | 1 – 2 | 0 – 6    |
| FC Aarau              | 2 – 0    | NK Mura                  | 1 – 0 | 1 – 0    |
| FK Dinamo Minsk       | 6 – 5    | Hibernians FC            | 3 – 1 | 3 – 4 ap |
| SK Dinamo Tbilissi    | 4 – 1    | FC Universitatea Craiova | 2 – 0 | 2 – 1    |
| FC Copenhague         | 4 – 1    | FC Jazz Pori             | 0 – 1 | 4 – 0    |
| Fenerbahçe SK         | 7 – 0    | PFK Turan Tovuz          | 5 – 0 | 2 – 0    |
| FH Hafnarfjörður      | 2 – 3    | Linfield FC              | 1 – 0 | 1 – 3    |
| FK Inter Bratislava   | 1 – 3    | Myllykosken Pallo-47     | 0 – 3 | 1 – 0    |
| FK Vardar Skopje      | 1 – 2    | Békéscsabai Elõre FC     | 1 – 1 | 0 – 1    |
| GÍ Gøta               | 2 – 4    | Trelleborgs FF           | 0 – 1 | 2 – 3    |
| Górnik Zabrze         | 8 – 0    | Shamrock Rovers          | 7 – 0 | 1 – 0    |
| KF Teuta Durrës       | 3 – 8    | Apollon Limassol         | 1 – 4 | 2 – 4    |
| Lillestrøm SK         | 4 – 3    | Chakhtar Donetsk         | 4 – 1 | 0 – 2    |
| Motherwell FC         | 7 – 1    | HB Tórshavn              | 3 – 0 | 4 – 1    |
| Odense Boldklub       | 6 – 0    | FC Flora Tallinn         | 3 – 0 | 3 – 0    |
| NK Olimpija Ljubljana | 5 – 3    | PFK Levski Sofia         | 3 – 2 | 2 – 1    |
| PFK CSKA Sofia        | 3 – 0    | Ararat Erevan            | 3 – 0 | 0 – 0    |
| Portadown FC          | 0 – 5    | ŠK Slovan Bratislava     | 0 – 2 | 0 – 3    |
| ROMAR Mažeikiai       | 0 – 4    | AIK Fotboll              | 0 – 2 | 0 – 2    |
| SK Slavia Prague      | 6 – 0    | Cork City FC             | 2 – 0 | 4 – 0    |
| Skonto Riga           | 1e – 1   | Aberdeen FC              | 0 – 0 | 1 – 1    |
| Inter Cardiff         | 0 – 8    | GKS Katowice             | 0 – 2 | 0 – 6    |
| Valletta FC           | 3 – 7    | Rapid Bucarest           | 2 – 6 | 1 – 1    |

## Trente-deuxièmes de finale
| Équipe 1                    | Résultat       | Équipe 2               | Aller | Retour   |
| --------------------------- | -------------- | ---------------------- | ----- | -------- |
| AIK Fotboll                 | 2e - 2         | SK Slavia Prague       | 0 - 0 | 2 - 2    |
| Anórthosis Famagouste       | 2 - 3          | Athletic Bilbao        | 2 - 0 | 0 - 3    |
| Apollon Limassol            | 4 - 5          | FC Sion                | 1 - 3 | 3 - 2 ap |
| AS Cannes                   | 9 - 1          | Fenerbahçe             | 4 - 0 | 5 - 1    |
| Bayer 04 Leverkusen         | 5 - 4          | PSV Eindhoven          | 5 - 4 | 0 - 0    |
| Blackburn Rovers            | 2 - 3          | Trelleborgs FF         | 0 - 1 | 2 - 2    |
| Boavista FC                 | 3 - 2          | Myllykosken Pallo-47   | 2 - 1 | 1 - 1    |
| Borussia Dortmund           | 3 - 0          | Motherwell FC          | 1 - 0 | 2 - 0    |
| FC Aarau                    | 0 - 1          | CS Marítimo            | 0 - 0 | 0 - 1    |
| FK Dinamo Minsk             | 1 - 4          | SS Lazio               | 0 - 0 | 1 - 4    |
| SK Dinamo Tbilissi          | 2 - 5          | FC Tirol Innsbruck     | 1 - 0 | 1 - 5    |
| Girondins de Bordeaux       | 5 - 1          | Lillestrøm SK          | 3 - 1 | 2 - 0    |
| FK Tekstilchtchik Kamychine | 6 - 2          | Békéscsaba Előre       | 6 - 1 | 0 - 1    |
| FC Twente                   | 4 - 5          | Budapest Honvéd        | 1 - 4 | 3 - 1    |
| GKS Katowice                | 1 - 1 (4-3tab) | Aris Salonique         | 1 - 0 | 0 - 1    |
| ÍA Akranes                  | 1 - 8          | 1. FC Kaiserslautern   | 0 - 4 | 1 - 4    |
| Inter MilanT                | 1 - 1 (3-4tab) | Aston Villa            | 1 - 0 | 0 - 1    |
| Linfield FC                 | 1 - 6          | Odense Boldklub        | 1 - 1 | 0 - 5    |
| SSC Naples                  | 3 - 0          | Skonto Riga            | 2 - 0 | 1 - 0    |
| NK Olimpija Ljubljana       | 1 - 3          | Eintracht Francfort    | 1 - 1 | 0 - 2    |
| Olympiakos Le Pirée         | 1 - 5          | Olympique de Marseille | 1 - 2 | 0 - 3    |
| PFK CSKA Sofia              | 1 - 8          | Juventus Turin         | 0 - 3 | 1 - 5    |
| Royal Antwerp               | 2 - 10         | Newcastle United       | 0 - 5 | 2 - 5    |
| RFC Sérésien                | 4 - 4e         | FK Dynamo Moscou       | 3 - 4 | 1 - 0    |
| Rapid Bucarest              | 3 - 2          | Royal Charleroi SC     | 2 - 0 | 1 - 2    |
| Real Madrid                 | 2e - 2         | Sporting CP            | 1 - 0 | 1 - 2    |
| Rosenborg BK                | 2 - 4          | Deportivo La Corogne   | 1 - 0 | 1 - 4 ap |
| FK Rotor Volgograd          | 3 - 5          | FC Nantes              | 3 - 2 | 0 - 3    |
| ŠK Slovan Bratislava        | 2 - 1          | FC Copenhague          | 1 - 0 | 1 - 1    |
| Trabzonspor                 | 5 - 4          | Dinamo Bucarest        | 2 - 1 | 3 - 3    |
| Admira Wacker Vienne        | 6 - 3          | Górnik Zabrze          | 5 - 2 | 1 - 1    |
| Vitesse Arnhem              | 1 - 2          | Parme Calcio 1913      | 1 - 0 | 0 - 2    |

## Seizièmes de finale
| Équipe 1             | Résultat | Équipe 2                    | Aller | Retour |
| -------------------- | -------- | --------------------------- | ----- | ------ |
| Kaiserslautern       | 1 - 1e   | Odense Boldklub             | 1 - 1 | 0 - 0  |
| AIK Fotboll          | 0 - 3    | Parme Calcio 1913           | 0 - 1 | 0 - 2  |
| Boavista FC          | 2 - 3    | SSC Naples                  | 1 - 1 | 1 - 2  |
| Budapest Honvéd      | 0 - 7    | Bayer 04 Leverkusen         | 0 - 2 | 0 - 5  |
| Club Sport Marítimo  | 1 - 3    | Juventus Turin              | 0 - 1 | 1 - 2  |
| FK Dynamo Moscou     | 2 - 6    | Real Madrid                 | 2 - 2 | 0 - 4  |
| FC Nantes            | 4 - 1    | FK Tekstilchtchik Kamychine | 2 - 0 | 2 - 1  |
| FC Sion              | 3e - 3   | Olympique de Marseille      | 2 - 0 | 1 - 3  |
| FC Tirol Innsbruck   | 2 - 4    | Deportivo La Corogne        | 2 - 0 | 0 - 4  |
| GKS Katowice         | 2 - 1    | Girondins de Bordeaux       | 1 - 0 | 1 - 1  |
| Newcastle United     | 3 - 3e   | Athletic Bilbao             | 3 - 2 | 0 - 1  |
| Rapid Bucarest       | 2 - 6    | Eintracht Francfort         | 2 - 1 | 0 - 5  |
| ŠK Slovan Bratislava | 2 - 4    | Borussia Dortmund           | 2 - 1 | 0 - 3  |
| Trabzonspor          | 2e - 2   | Aston Villa                 | 1 - 0 | 1 - 2  |
| Trelleborgs FF       | 0 - 1    | SS Lazio                    | 0 - 0 | 0 - 1  |
| Admira Wacker Vienne | 5 - 3    | AS Cannes                   | 1 - 1 | 4 - 2  |

## Huitièmes de finale
| Équipe 1             | Résultat | Équipe 2            | Aller | Retour   |
| -------------------- | -------- | ------------------- | ----- | -------- |
| Athletic Bilbao      | 3 - 4    | Parme Calcio 1913   | 1 - 0 | 2 - 4    |
| Deportivo La Corogne | 2 - 3    | Borussia Dortmund   | 1 - 0 | 1 - 3 ap |
| Eintracht Francfort  | 2 - 0    | SSC Naples          | 1 - 0 | 1 - 0    |
| FC Nantes            | 6 - 2    | FC Sion             | 4 - 0 | 2 - 2    |
| GKS Katowice         | 1 - 8    | Bayer 04 Leverkusen | 1 - 4 | 0 - 4    |
| Odense Boldklub      | 4 - 3    | Real Madrid         | 2 - 3 | 2 - 0    |
| Trabzonspor          | 2 - 4    | SS Lazio            | 1 - 2 | 1 - 2    |
| Admira Wacker Vienne | 2 - 5    | Juventus Turin      | 1 - 3 | 1 - 2    |

## Quarts de finale
| Équipe 1            | Résultat | Équipe 2          | Aller | Retour |
| ------------------- | -------- | ----------------- | ----- | ------ |
| Bayer 04 Leverkusen | 5 - 1    | FC Nantes         | 5 - 1 | 0 - 0  |
| Eintracht Francfort | 1 - 4    | Juventus Turin    | 1 - 1 | 0 - 3  |
| Parme Calcio 1913   | 1 - 0    | Odense Boldklub   | 1 - 0 | 0 - 0  |
| SS Lazio            | 1 - 2    | Borussia Dortmund | 1 - 0 | 0 - 2  |

## Demi-finales
| Équipe 1            | Résultat | Équipe 2          | Aller | Retour |
| ------------------- | -------- | ----------------- | ----- | ------ |
| Bayer 04 Leverkusen | 1 - 5    | Parme Calcio 1913 | 1 - 2 | 0 - 3  |
| Juventus Turin      | 4 - 3    | Borussia Dortmund | 2 - 2 | 2 - 1  |

## Finale
| Équipe 1          | Résultat | Équipe 2       | Aller | Retour |
| ----------------- | -------- | -------------- | ----- | ------ |
| Parme Calcio 1913 | 2 - 1    | Juventus Turin | 1 - 0 | 1 - 1  |